# روسكو دراموند
روسكو دراموند (بالإنجليزية: Roscoe Drummond)‏ هو صحفي أمريكي، ولد في 13 يناير 1902 في Theresa, New York ‏ في الولايات المتحدة، وتوفي في 30 سبتمبر 1983 في برينستون في الولايات المتحدة.